# Halina Łukomska
Halina Łukomska (* 29. April 1929 in Suchedniów; † 30. August 2016 in Kąty) war eine polnische Sängerin (Sopran).
Łukomska studierte Musik an der Warschauer Musikakademie und Gesang bei Stanisława Zawadzka und Maria Halfterowa. Sie setzte ihre Ausbildung bei Giorgio Favaretto an der Accademia Musicale Chigiana in Siena (1958) und in Venedig bei Toti Dal Monte (1959–1960) fort. 1956 gewann sie den Ersten Preis beim Internationalen Gesangswettbewerb in Hertogenbosch. 1960 begann sie ihre internationale Laufbahn als Konzertsängerin.
Im Mittelpunkt ihres Repertoires standen Werke zeitgenössischer Komponisten wie Luigi Nono, Witold Lutosławski, Pierre Boulez, Bruno Maderna, Kazimierz Serocki, Arnold Schoenberg, Anton Webern, Alban Berg und Igor Strawinski. Sie sang auch die Uraufführung mehrerer Kompositionen (Espressioni, Meditations, Salmo gioioso) ihres Ehemannes Augustyn Bloch. Sie trat bei Festivals in Edinburgh, Perugia, Wien, Warschau und Toulouse, beim Holland Festival und den Salzburger Festspielen auf und unternahm 1973 eine Nordamerikatournee mit dem Cleveland Orchestra.

## Quelle
- Halina Łukomska. Bach Cantatas Website (englisch).

| Personendaten    | Personendaten      |
| ---------------- | ------------------ |
| NAME             | Łukomska, Halina   |
| KURZBESCHREIBUNG | polnische Sängerin |
| GEBURTSDATUM     | 29. April 1929     |
| GEBURTSORT       | Suchedniów         |
| STERBEDATUM      | 30. August 2016    |
| STERBEORT        | Kąty               |